# 1307
- Wikisource

| Calendário gregoriano                                                        | 1307 MCCCVII                                          |
| Ab urbe condita                                                              | 2060                                                  |
| Calendário arménio                                                           | 756 – 757                                             |
| Calendário bahá'í                                                            | -537 – -536                                           |
| Calendário budista                                                           | 1851                                                  |
| Calendário chinês                                                            | 4003 – 4004 Início a 3 de fevereiro (aproximadamente) |
| Calendário copta                                                             | 1023 – 1024                                           |
| Calendário etíope                                                            | 1299 – 1300                                           |
| Calendários hindus - Vikram Samvat - Calendário nacional indiano - Cáli Iuga | 1362 – 1363 1228 – 1229 4407 – 4408                   |
| Calendário Holoceno                                                          | 11307                                                 |
| Calendário islâmico                                                          | 706 – 707                                             |
| Calendário judaico                                                           | 5067 – 5068                                           |
| Calendário persa                                                             | 685 – 686                                             |
| Calendário rúnico                                                            | 1557                                                  |
| Calendário solar tailandês                                                   | 1850                                                  |

1307 (MCCCVII na numeração romana) foi um ano comum do Calendário Juliano, da Era de Cristo, a sua letra dominical foi A (52 semanas), teve início a um domingo e terminou também a um domingo.
| Ano completo                    |
| ------------------------------- |
| Ano comum com início ao domingo |

## Eventos
- As actividades de Portugal no chamado "Mar Oceano" iniciaram-se com o rei D. Dinis I de Portugal, a partir da nomeação do Almirante-mor, Nuno Fernandes Cogominho, sucedido pela contratação do Genovês Manuel Pezagno), a 1 de Fevereiro de 1317, para o cargo. Com efeito, os portulanos Genoveses conhecidos até essa data, não fornecem qualquer indicação sobre ilhas no Mar Oceano.
- Eduardo II de Inglaterra torna-se rei sucedendo ao pai, Eduardo I.
- Fundação do Estudo Geral, d. 1537 Universidade de Coimbra.

### Outubro
- 13 de Outubro, sexta-feira - A Ordem do Templo é acusada de traição à Igreja, pelo Papa Clemente V, sob pressão do Rei da França Philip IV, mandando para a prisão os seus membros nomeadamente o seu grão-mestre. Este evento deu origem à superstição do azar numa sexta-feira 13.
- 19 de Outubro - D. Dinis concedeu a vila de Atouguia com a sua alcaidaria e todos os seus direitos à Rainha D. Isabel.

## Nascimentos
- William II, Conde de Hainaut (m. 1345)

## Mortes
- 7 de Julho - Eduardo I de Inglaterra.